# Kymbogubben

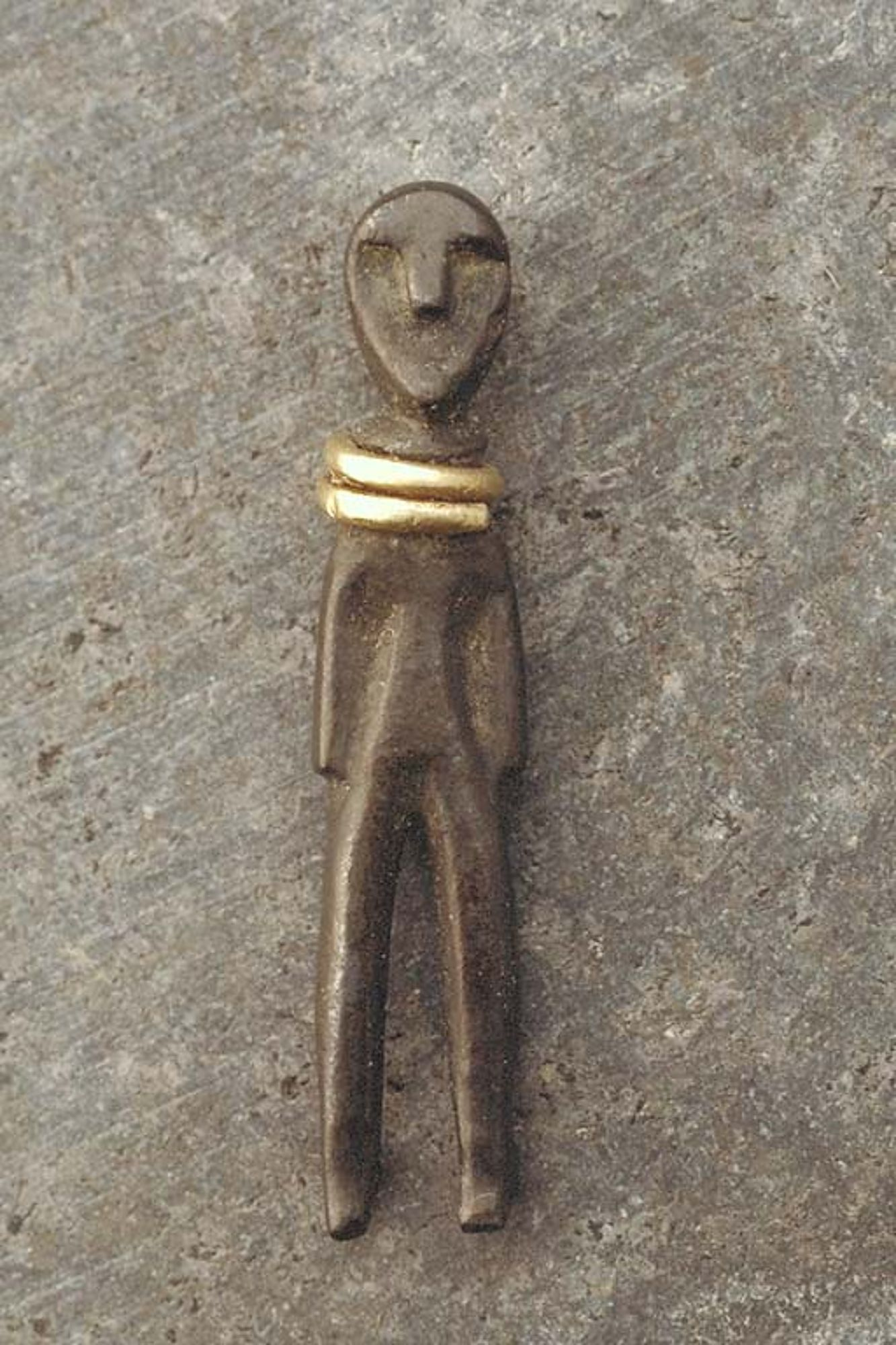
Kymbogubben

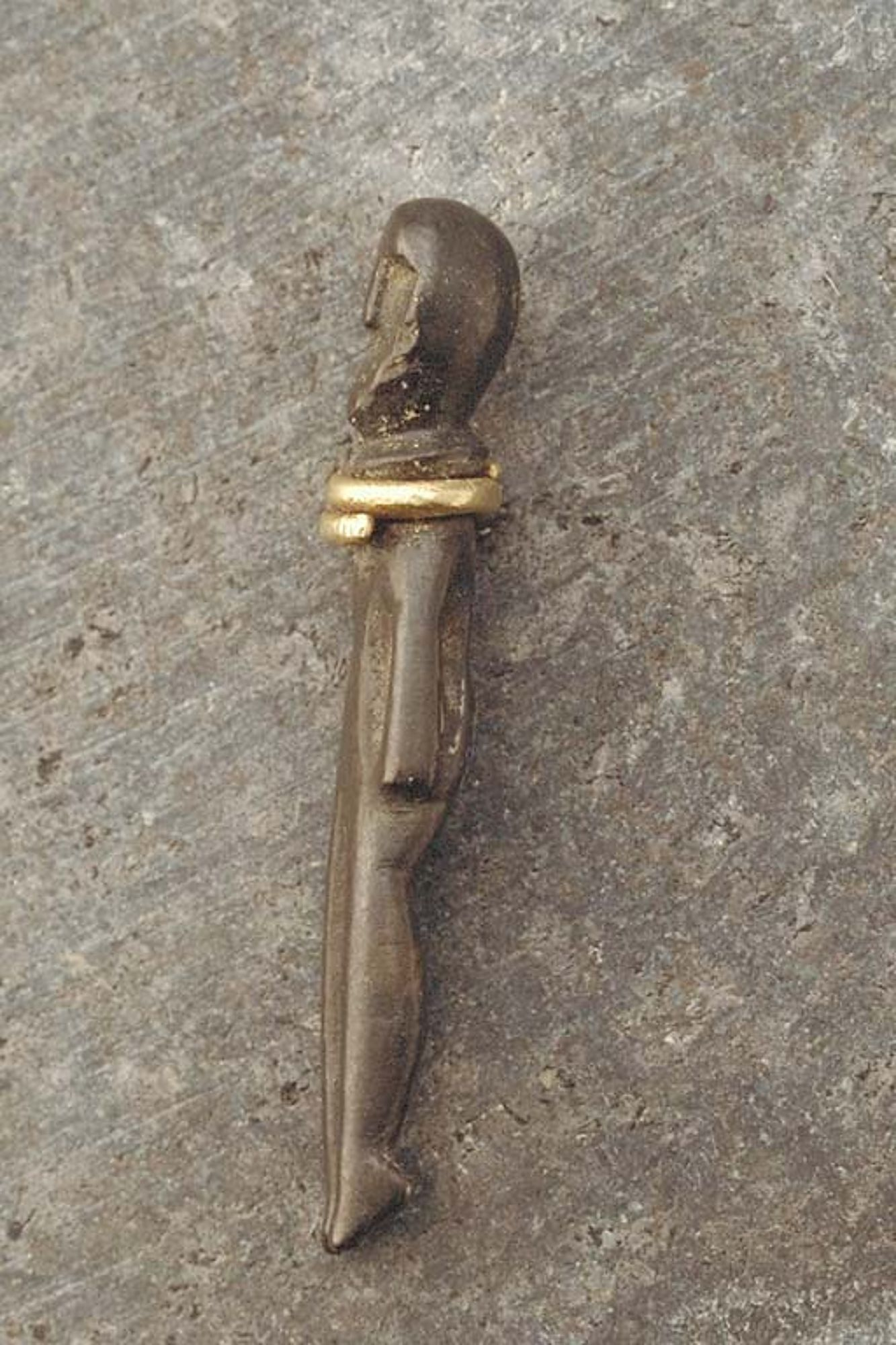
Kymbogubben från sidan.

Kymbogubben, alternativt Kymbofiguren, är en statyett av silverblandad koppar från folkvandringstiden som hittats vid Storegården i Kymbo socken, Västergötland.

## Upptäckten
Kymbogubben hittades av lantbrukaren Verner Gabrielsson och en dräng när de gallrade rovor på Kymbo Storegårds ägor, nära kanten av en liten mosse. Det är möjligt att den offrats vid mossens kant under  järnåldern i samband med en ritual, eftersom samtida offerplatser ofta låg på den plats av mossmarker som ligger precis mellan våt och torr mark.
Lantbrukaren förvarade den i sin portmonnä i flera år, och när Falbygdens museum försökte få statyetten inlämnad år 1932, med motiveringen att den hade guld runt halsen, hotade Verner att kasta den i sin djupa brunn om någon försökte ta den från honom. Ett år senare gick han med på att skänka den till Falköpings museum, med villkoret att den skulle stanna där och inte flyttas till Stockholm. År 1934 sändes den dock iväg till Statens historiska museum för konservering och blev sedan kvar där, eftersom den ansågs vara väldigt unik och märklig.

## Beskrivning
Kymbogubben är en liten statyett (bara 3.4 cm hög) av ganska enkelt hantverk. Statyetten är tillverkad av starkt silverhaltig koppar, men runt halsen finns en rullad ten av guld. Statyetten föreställer en människa med stor näsa och markanta ögonbryn. Armarna är korta och hänger rakt ner. Dess vader är breda och tårna pekar snett nedåt. 
Guldringen har placerats som en halsring, den är enkel och liknar de betalningsringar av guld som hittats i folkvandringstida depåfynd, vilket också hjälpt till att datera statyetten. På grund av denna halsring har man spekulerat kring statyettens kön, eftersom sådana halsringar annars bara anträffats på kvinnliga statyetter. Statyettens breda vader, spetsiga haka och frånvaro av bröst gör att man idag anser att den föreställer en man.
Kymbogubben bars troligen som en amulett, möjligen föreställande en gud. En teori är att den föreställer Oden när han hängts upp i världsträdet, bland annat baserat på den konstiga vinkel som tårna pekar åt.

## Kymbogubben idag
Idag förvaras Kymbogubben på Statens historiska museum, där den förvarats sedan 1930-talet. Man kan se den utställd i monter 19 i Guldrummet. I museets butik säljs kopior av statyetten.
På Falköpings museum, där statyetten först förvarades, finns idag en galvanoplastisk kopia utställd.